# Victoria's Secret Fashion Show 2024
O Victoria's Secret Fashion Show 2024 será a 24ª edição do desfile de moda Victoria's Secret Fashion Show, com previsão de data para 15 de outubro de 2024 na cidade de Nova Iorque, nos Estados Unidos.

## Antecedentes
O Victoria's Secret Fashion Show 2024 foi gravado na cidade de Nova Iorque, que será pela terceira vez a cidade-sede. O show com apresentações musicais será gravado no dia 15 de outubro de 2024, e os cantores serão anunciados nos próximos dias.